# Palmarés da Team INEOS
A equipa de ciclismo profissional britânico Ineos Grenadiers tem tido durante toda a sua história as seguintes vitórias:

## Sky Professional Cycling Team

### 2010

#### UCI World Calendar
| Datas         | Corridas                          | Vencedor             |
| 24 de janeiro | 6.ª etapa do Tour Down Under      | Christopher Sutton   |
| 8 de março    | 1.ª etapa da Paris-Nice           | Greg Henderson       |
| 16 de março   | 7.ª etapa da Tirreno-Adriático    | Edvald Boasson Hagen |
| 8 de maio     | 1.ª etapa do Giro d'Italia (CRI)  | Bradley Wiggins      |
| 13 de junho   | 7.ª etapa do Critério do Dauphiné | Edvald Boasson Hagen |
| 21 de agosto  | 4.ª etapa do Eneco Tour           | Greg Henderson       |

#### Circuitos Continentais da UCI
| Datas           | Circuito                     | Corridas                             | Vencedor             |
| 7 de fevereiro  | UCI Asia Tour de 2009-2010   | 1.ª etapa do Tour de Catar (CRE)     | Team Sky             |
| 16 de fevereiro | UCI Asia Tour de 2009-2010   | 3.ª etapa do Tour de Omã             | Edvald Boasson Hagen |
| 19 de fevereiro | UCI Asia Tour de 2009-2010   | 6.ª etapa do Tour de Omã (CRI)       | Edvald Boasson Hagen |
| 27 de fevereiro | UCI Europe Tour de 2009-2010 | Omloop Het Nieuwsblad                | Juan Antonio Flecha  |
| 28 de março     | UCI Europe Tour de 2009-2010 | 2.ª etapa do Critérium Internacional | Russell Downing      |
| 15 de maio      | UCI Europe Tour de 2009-2010 | 2.ª etapa do Tour de Picardie        | Ben Swift            |
| 16 de maio      | UCI Europe Tour de 2009-2010 | Tour de Picardie                     | Ben Swift            |
| 18 de junho     | UCI Europe Tour de 2009-2010 | 3.ª etapa da Ster Elektrotoer        | Greg Henderson       |
| 23 de julho     | UCI Europe Tour de 2009-2010 | 3.ª etapa do Brixia Tour             | Christopher Sutton   |
| 28 de julho     | UCI Europe Tour de 2009-2010 | 5.ª etapa do Tour de Valônia         | Russell Downing      |
| 28 de julho     | UCI Europe Tour de 2009-2010 | Tour de Valônia                      | Russell Downing      |
| 13 de agosto    | UCI Europe Tour de 2009-2010 | Dutch Food Valley Classic            | Edvald Boasson Hagen |
| 12 de setembro  | UCI Europe Tour de 2009-2010 | 2.ª etapa da Volta à Grã-Bretanha    | Greg Henderson       |

#### Campeonatos nacionais
| Datas       | Corridas                                   | Vencedor             |
| 24 de junho | Campeonato da Noruega Contrarrelógio (CRI) | Edvald Boasson Hagen |
| 27 de junho | Campeonato do Reino Unido em Estrada       | Geraint Thomas       |

## Sky Procycling

### 2011

#### UCI WorldTour
| Datas          | Corridas                      | Vencedor             |
| 19 de janeiro  | 2.ª etapa do Tour Down Under  | Ben Swift            |
| 23 de janeiro  | 6.ª etapa do Tour Down Under  | Ben Swift            |
| 7 de março     | 2.ª etapa da Paris-Nice       | Greg Henderson       |
| 1 de maio      | 5.ª etapa do Volta à Romandia | Ben Swift            |
| 12 de junho    | Critério do Dauphiné          | Bradley Wiggins      |
| 7 de julho     | 6.ª etapa do Tour de France   | Edvald Boasson Hagen |
| 20 de julho    | 17.ª etapa do Tour de France  | Edvald Boasson Hagen |
| 14 de agosto   | 6.ª etapa do Eneco Tour       | Edvald Boasson Hagen |
| 14 de agosto   | Eneco Tour                    | Edvald Boasson Hagen |
| 21 de agosto   | Vattenfall Cyclassics         | Edvald Boasson Hagen |
| 21 de agosto   | 2.ª etapa da Volta a Espanha  | Christopher Sutton   |
| 7 de setembro  | 17.ª etapa da Volta a Espanha | Chris Froome         |
| 11 de setembro | Volta a Espanha               | Chris Froome         |

#### Circuitos Continentais da UCI
| Datas           | Circuito                      | Corridas                                 | Vencedor             |
| 18 de fevereiro | UCI Europe Tour de 2010-2011  | 3.ª etapa da Volta ao Algarve            | Stephen Cummings     |
| 27 de fevereiro | UCI Europe Tour de 2010-2011  | Kuurne-Bruxelas-Kuurne                   | Christopher Sutton   |
| 17 de abril     | UCI Europe Tour de 2010-2011  | 5.ª etapa da Volta a Castela e Leão      | Ben Swift            |
| 16 de maio      | UCI America Tour de 2010-2011 | 2.ª etapa do Volta à Califórnia          | Ben Swift            |
| 17 de maio      | UCI America Tour de 2010-2011 | 3.ª etapa do Volta à Califórnia          | Greg Henderson       |
| 25 de maio      | UCI Europe Tour de 2010-2011  | 1.ª etapa da Volta à Baviera             | Edvald Boasson Hagen |
| 28 de maio      | UCI Europe Tour de 2010-2011  | 4.ª etapa da Volta à Baviera (CRI)       | Bradley Wiggins      |
| 29 de maio      | UCI Europe Tour de 2010-2011  | Volta à Baviera                          | Geraint Thomas       |
| 4 de junho      | UCI Europe Tour de 2010-2011  | 3.ª etapa do Volta ao Luxemburgo         | Davide Appollonio    |
| 7 de julho      | UCI Europe Tour de 2010-2011  | 5.ª etapa da Volta à Áustria             | Ian Stannard         |
| 7 de agosto     | UCI Europe Tour de 2010-2011  | Volta à Dinamarca                        | Simon Gerrans        |
| 23 de agosto    | UCI Europe Tour de 2010-2011  | 1.ª etapa do Tour de Poitou-Charentes    | Davide Appollonio    |
| 26 de agosto    | UCI Europe Tour de 2010-2011  | 5.ª etapa do Tour de Poitou-Charentes    | Alex Dowsett         |
| 18 de setembro  | UCI Europe Tour de 2010-2011  | 8.ªA etapa da Volta à Grã-Bretanha (CRI) | Alex Dowsett         |
| 30 de setembro  | UCI Europe Tour de 2010-2011  | 2.ª etapa do Circuito Franco-Belga       | Christopher Sutton   |
| 6 de outubro    | UCI Europe Tour de 2010-2011  | Paris-Bourges                            | Mathew Hayman        |

#### Campeonatos nacionais
| Datas         | Corridas                                       | Vencedor             |
| 23 de junho   | Campeonato da Noruega Contrarrelógio (CRI)     | Edvald Boasson Hagen |
| 26 de junho   | Campeonato do Reino Unido em Estrada           | Bradley Wiggins      |
| 3 de julho    | Campeonato da Finlândia em Estrada             | Kjell Carlström      |
| 4 de setembro | Campeonato do Reino Unido Contrarrelógio (CRI) | Alex Dowsett         |

### 2012

#### UCI WorldTour
| Datas         | Corridas                                | Vencedor             |
| 8 de março    | 2.ª etapa da Tirreno-Adriático          | Mark Cavendish       |
| 9 de março    | 3.ª etapa da Tirreno-Adriático          | Edvald Boasson Hagen |
| 11 de março   | 8.ª etapa da Paris-Nice (CRI)           | Bradley Wiggins      |
| 11 de março   | Paris-Nice                              | Bradley Wiggins      |
| 22 de março   | 4.ª etapa da Volta à Catalunha          | Rigoberto Urán       |
| 24 de abril   | Prólogo do Volta à Romandia (CRI)       | Geraint Thomas       |
| 25 de abril   | 1.ª etapa do Volta à Romandia           | Bradley Wiggins      |
| 29 de abril   | 5.ª etapa do Volta à Romandia (CRI)     | Bradley Wiggins      |
| 29 de abril   | Volta à Romandia                        | Bradley Wiggins      |
| 6 de maio     | 2.ª etapa do Giro d'Italia              | Mark Cavendish       |
| 10 de maio    | 5.ª etapa do Giro d'Italia              | Mark Cavendish       |
| 18 de maio    | 13.ª etapa do Giro d'Italia             | Mark Cavendish       |
| 6 de junho    | 3.ª etapa do Critério do Dauphiné       | Edvald Boasson Hagen |
| 7 de junho    | 4.ª etapa do Critério do Dauphiné (CRI) | Bradley Wiggins      |
| 10 de junho   | Critério do Dauphiné                    | Bradley Wiggins      |
| 2 de julho    | 2.ª etapa do Tour de France             | Mark Cavendish       |
| 7 de julho    | 7.ª etapa do Tour de France             | Chris Froome         |
| 9 de julho    | 9.ª etapa do Tour de France (CRI)       | Bradley Wiggins      |
| 11 de julho   | 2.ª etapa do Volta à Polónia            | Ben Swift            |
| 14 de julho   | 5.ª etapa do Volta à Polónia            | Ben Swift            |
| 20 de julho   | 18.ª etapa do Tour de France            | Mark Cavendish       |
| 21 de julho   | 19.ª etapa do Tour de France (CRI)      | Bradley Wiggins      |
| 22 de julho   | 20.ª etapa do Tour de France            | Mark Cavendish       |
| 22 de julho   | Tour de France                          | Bradley Wiggins      |
| 26 de agosto  | Grande Prêmio de Plouay                 | Edvald Boasson Hagen |
| 9 de setembro | Grande Prêmio de Montreal               | Lars Petter Nordhaug |

#### Circuitos Continentais da UCI
| Datas           | Circuito                     | Corridas                            | Vencedor             |
| 7 de fevereiro  | UCI Europe Tour de 2011-2012 | Troféu Deyá                         | Lars Petter Nordhaug |
| 7 de fevereiro  | UCI Asia Tour de 2011-2012   | 3.ª etapa do Tour de Catar          | Mark Cavendish       |
| 9 de fevereiro  | UCI Asia Tour de 2011-2012   | 5.ª etapa do Tour de Catar          | Mark Cavendish       |
| 16 de fevereiro | UCI Europe Tour de 2011-2012 | 2.ª etapa da Volta ao Algarve       | Edvald Boasson Hagen |
| 17 de fevereiro | UCI Europe Tour de 2011-2012 | 3.ª etapa da Volta ao Algarve       | Richie Porte         |
| 19 de fevereiro | UCI Europe Tour de 2011-2012 | 5.ª etapa da Volta ao Algarve (CRI) | Bradley Wiggins      |
| 19 de fevereiro | UCI Europe Tour de 2011-2012 | Volta ao Algarve                    | Richie Porte         |
| 26 de fevereiro | UCI Europe Tour de 2011-2012 | Kuurne-Bruxelas-Kuurne              | Mark Cavendish       |
| 19 de maio      | UCI Europe Tour de 2011-2012 | 4.ª etapa do Tour da Noruega        | Edvald Boasson Hagen |
| 20 de maio      | UCI Europe Tour de 2011-2012 | Tour da Noruega                     | Edvald Boasson Hagen |
| 24 de maio      | UCI Europe Tour de 2011-2012 | 2.ª etapa da Volta à Baviera        | Michael Rogers       |
| 26 de maio      | UCI Europe Tour de 2011-2012 | 4.ª etapa da Volta à Baviera (CRI)  | Michael Rogers       |
| 27 de maio      | UCI Europe Tour de 2011-2012 | Volta à Baviera                     | Michael Rogers       |
| 17 de junho     | UCI Europe Tour de 2011-2012 | Ster ZLM Toer                       | Mark Cavendish       |
| 24 de agosto    | UCI Europe Tour de 2011-2012 | 3.ª etapa da Volta à Dinamarca      | Lars Petter Nordhaug |
| 26 de agosto    | UCI Europe Tour de 2011-2012 | 6.ª etapa da Volta à Dinamarca      | Mark Cavendish       |
| 9 de setembro   | UCI Europe Tour de 2011-2012 | 1.ª etapa da Volta à Grã-Bretanha   | Luke Rowe            |
| 11 de setembro  | UCI Europe Tour de 2011-2012 | 3.ª etapa da Volta à Grã-Bretanha   | Mark Cavendish       |
| 12 de setembro  | UCI Europe Tour de 2011-2012 | 4.ª etapa da Volta à Grã-Bretanha   | Mark Cavendish       |
| 16 de setembro  | UCI Europe Tour de 2011-2012 | 8.ª etapa da Volta à Grã-Bretanha   | Mark Cavendish       |
| 27 de setembro  | UCI Europe Tour de 2011-2012 | Giro do Piemonte                    | Rigoberto Urán       |

#### Jogos Olímpicos
| Datas       | Corridas                                 | Vencedor        |
| 1 de agosto | Campeonato Olímpico Contrarrelógio (CRI) | Bradley Wiggins |

#### Campeonatos nacionais
| Datas         | Corridas                                       | Vencedor             |
| 24 de junho   | Campeonato do Reino Unido em Estrada           | Ian Stannard         |
| 24 de junho   | Campeonato da Noruega em Estrada               | Edvald Boasson Hagen |
| 2 de setembro | Campeonato do Reino Unido Contrarrelógio (CRI) | Alex Dowsett         |

### 2013

#### UCI WorldTour
| Datas          | Corridas                           | Vencedor             |
| 23 de janeiro  | 2.ª etapa do Tour Down Under       | Geraint Thomas       |
| 8 de março     | 5.ª etapa da Paris-Nice            | Richie Porte         |
| 9 de março     | 4.ª etapa da Tirreno-Adriático     | Chris Froome         |
| 10 de março    | 7.ª etapa da Paris-Nice (CRI)      | Richie Porte         |
| 10 de março    | Paris-Nice                         | Richie Porte         |
| 3 de abril     | 3.ª etapa da Volta ao País Basco   | Sergio Henao         |
| 5 de abril     | 5.ª etapa da Volta ao País Basco   | Richie Porte         |
| 23 de abril    | Prólogo do Volta à Romandia (CRI)  | Chris Froome         |
| 28 de abril    | Volta à Romandia                   | Chris Froome         |
| 5 de maio      | 2.ª etapa do Giro d'Italia (CRE)   | Team Sky             |
| 14 de maio     | 10.ª etapa do Giro d'Italia        | Rigoberto Urán       |
| 4 de junho     | 3.ª etapa do Critério do Dauphiné  | Edvald Boasson Hagen |
| 6 de junho     | 5.ª etapa do Critério do Dauphiné  | Chris Froome         |
| 9 de junho     | Critério do Dauphiné               | Chris Froome         |
| 6 de julho     | 8.ª etapa do Tour de France        | Chris Froome         |
| 14 de julho    | 15.ª etapa do Tour de France       | Chris Froome         |
| 17 de julho    | 17.ª etapa do Tour de France (CRI) | Chris Froome         |
| 21 de julho    | Tour de France                     | Chris Froome         |
| 3 de agosto    | 7.ª do Volta à Polónia (CRI)       | Bradley Wiggins      |
| 17 de agosto   | 6.ª etapa do Eneco Tour            | David López          |
| 12 de setembro | 18.ª etapa da Volta a Espanha      | Vasil Kirienka       |

#### Circuitos Continentais da UCI
| Datas           | Circuito                     | Corridas                                    | Vencedor             |
| 15 de fevereiro | UCI Asia Tour de 2012-2013   | 5.ª etapa do Tour de Omã                    | Chris Froome         |
| 16 de fevereiro | UCI Asia Tour de 2012-2013   | Tour de Omã                                 | Chris Froome         |
| 16 de fevereiro | UCI Europe Tour de 2012-2013 | 3.ª etapa da Volta ao Algarve               | Sergio Henao         |
| 23 de março     | UCI Europe Tour de 2012-2013 | 1.ªb etapa do Critérium Internacional (CRI) | Richie Porte         |
| 24 de março     | UCI Europe Tour de 2012-2013 | 2.ª etapa do Critérium Internacional        | Chris Froome         |
| 24 de março     | UCI Europe Tour de 2012-2013 | Critérium Internacional                     | Chris Froome         |
| 16 de abril     | UCI Europe Tour de 2012-2013 | 1.ªb etapa do Giro do Trentino (CRE)        | Team Sky             |
| 17 de abril     | UCI Europe Tour de 2012-2013 | 2.ª etapa do Giro do Trentino               | Kanstantsin Siutsou  |
| 18 de maio      | UCI Europe Tour de 2012-2013 | 4.ª etapa do Tour da Noruega                | Edvald Boasson Hagen |
| 19 de maio      | UCI Europe Tour de 2012-2013 | Tour da Noruega                             | Edvald Boasson Hagen |
| 17 de setembro  | UCI Europe Tour de 2012-2013 | 3.ª etapa da Volta à Grã-Bretanha (CRI)     | Bradley Wiggins      |
| 22 de setembro  | UCI Europe Tour de 2012-2013 | Volta à Grã-Bretanha                        | Bradley Wiggins      |

#### Campeonatos nacionais
| Datas       | Corridas                                        | Vencedor             |
| 20 de junho | Campeonato da Noruega Contrarrelógio (CRI)      | Edvald Boasson Hagen |
| 21 de junho | Campeonato da Bielorrússia Contrarrelógio (CRI) | Kanstantsín Siutsou  |

## Team Sky

### 2014

#### UCI WorldTour
| Datas         | Corridas                                | Vencedor     |
| 25 de janeiro | 5.ª etapa do Tour Down Under            | Richie Porte |
| 11 de abril   | 5.ª etapa da Volta ao País Basco        | Ben Swift    |
| 4 de maio     | 5.ª etapa do Volta à Romandia (CRI)     | Chris Froome |
| 4 de maio     | Volta à Romandia                        | Chris Froome |
| 8 de junho    | 1.ª etapa do Critério do Dauphiné (CRI) | Chris Froome |
| 9 de junho    | 2.ª etapa do Critério do Dauphiné       | Chris Froome |
| 15 de junho   | 8.ª etapa do Critério do Dauphiné       | Mikel Nieve  |

#### Circuitos Continentais da UCI
| Datas           | Circuito                      | Corridas                                      | Vencedor        |
| 22 de fevereiro | UCI Asia Tour de 2013-2014    | 5.ª etapa do Tour de Omã                      | Chris Froome    |
| 23 de fevereiro | UCI Asia Tour de 2013-2014    | Tour de Omã                                   | Chris Froome    |
| 1 de março      | UCI Europe Tour de 2013-2014  | Omloop Het Nieuwsblad                         | Ian Stannard    |
| 27 de março     | UCI Europe Tour de 2013-2014  | 1.ªa etapa da Settimana Coppi e Bartali       | Ben Swift       |
| 27 de março     | UCI Europe Tour de 2013-2014  | 1.ªb etapa da Settimana Coppi e Bartali (CRE) | Team Sky        |
| 28 de março     | UCI Europe Tour de 2013-2014  | 2.ª etapa da Settimana Coppi e Bartali        | Peter Kennaugh  |
| 30 de março     | UCI Europe Tour de 2013-2014  | 4.ª etapa da Settimana Coppi e Bartali (CRI)  | Dario Cataldo   |
| 30 de março     | UCI Europe Tour de 2013-2014  | Settimana Coppi e Bartali                     | Peter Kennaugh  |
| 13 de maio      | UCI America Tour de 2013-2014 | 2.ª etapa do Volta à Califórnia (CRI)         | Bradley Wiggins |
| 18 de maio      | UCI America Tour de 2013-2014 | Volta à Califórnia                            | Bradley Wiggins |
| 31 de maio      | UCI Europe Tour de 2013-2014  | 4.ª etapa da Volta à Baviera (CRI)            | Geraint Thomas  |
| 1 de junho      | UCI Europe Tour de 2013-2014  | Volta à Baviera                               | Geraint Thomas  |
| 6 de julho      | UCI Europe Tour de 2013-2014  | 1.ª etapa da Volta à Áustria                  | Peter Kennaugh  |
| 13 de julho     | UCI Europe Tour de 2013-2014  | Volta à Áustria                               | Peter Kennaugh  |
| 14 de setembro  | UCI Europe Tour de 2013-2014  | 8.ª etapa da Volta à Grã-Bretanha (CRI)       | Bradley Wiggins |

#### Campeonato Mundial
| Datas          | Corridas                                | Vencedor        |
| 24 de setembro | Campeonato Mundial Contrarrelógio (CRI) | Bradley Wiggins |

#### Campeonatos nacionais
| Datas       | Corridas                                        | Vencedor            |
| 26 de junho | Campeonato do Reino Unido Contrarrelógio (CRI)  | Bradley Wiggins     |
| 27 de junho | Campeonato da Bielorrússia Contrarrelógio (CRI) | Kanstantsín Siutsou |
| 29 de junho | Campeonato do Reino Unido em Estrada            | Peter Kennaugh      |

### 2015

#### UCI WorldTour
| Datas          | Corridas                            | Vencedor        |
| 24 de janeiro  | 5.ª etapa do Tour Down Under        | Richie Porte    |
| 12 de março    | 4.ª etapa da Paris-Nice             | Richie Porte    |
| 14 de março    | 4.ª etapa da Tirreno-Adriático      | Wout Poels      |
| 15 de março    | 7.ª etapa da Paris-Nice (CRI)       | Richie Porte    |
| 15 de março    | Paris-Nice                          | Richie Porte    |
| 27 de março    | E3 Harelbeke                        | Geraint Thomas  |
| 29 de março    | Volta à Catalunha                   | Richie Porte    |
| 28 de abril    | 1.ª etapa do Volta à Romandia (CRE) | Team Sky        |
| 10 de maio     | 2.ª etapa do Giro d'Italia          | Elia Viviani    |
| 23 de maio     | 14.ª etapa do Giro d'Italia (CRI)   | Vasil Kiryienka |
| 7 de junho     | 1.ª etapa do Critério do Dauphiné   | Peter Kennaugh  |
| 13 de junho    | 7.ª etapa do Critério do Dauphiné   | Chris Froome    |
| 14 de junho    | 8.ª etapa do Critério do Dauphiné   | Chris Froome    |
| 14 de junho    | Critério do Dauphiné                | Chris Froome    |
| 14 de julho    | 10.ª etapa do Tour de France        | Chris Froome    |
| 26 de julho    | Tour de France                      | Chris Froome    |
| 7 de agosto    | 6.ª etapa do Volta à Polónia        | Sergio Henao    |
| 10 de agosto   | 1.ª etapa do Eneco Tour             | Elia Viviani    |
| 10 de setembro | 18.ª etapa da Volta a Espanha       | Nicolas Roche   |

#### Circuitos Continentais da UCI
| Datas           | Circuito                | Corridas                                          | Vencedor             |
| 5 de fevereiro  | UCI Asia Tour de 2015   | 2.ª etapa do Tour de Dubai                        | Elia Viviani         |
| 19 de fevereiro | UCI Europe Tour de 2015 | 2.ª etapa da Volta ao Algarve                     | Geraint Thomas       |
| 21 de fevereiro | UCI Europe Tour de 2015 | 4.ª etapa da Volta à Andaluzia                    | Chris Froome         |
| 21 de fevereiro | UCI Europe Tour de 2015 | 4.ª etapa da Volta ao Algarve                     | Richie Porte         |
| 22 de fevereiro | UCI Europe Tour de 2015 | Volta à Andaluzia                                 | Chris Froome         |
| 22 de fevereiro | UCI Europe Tour de 2015 | Volta ao Algarve                                  | Geraint Thomas       |
| 28 de fevereiro | UCI Europe Tour de 2015 | Omloop Het Nieuwsblad                             | Ian Stannard         |
| 27 de março     | UCI Europe Tour de 2015 | 2.ª etapa da Settimana Coppi e Bartali            | Ben Swift            |
| 2 de abril      | UCI Europe Tour de 2015 | 3.ªb etapa dos Três Dias de Bruges–De Panne (CRI) | Bradley Wiggins      |
| 22 de abril     | UCI Europe Tour de 2015 | 2.ª etapa do Giro do Trentino                     | Richie Porte         |
| 24 de abril     | UCI Europe Tour de 2015 | Giro do Trentino                                  | Richie Porte         |
| 1 de maio       | UCI Europe Tour de 2015 | 1.ª etapa do Tour de Yorkshire                    | Lars Petter Nordhaug |
| 3 de maio       | UCI Europe Tour de 2015 | Tour de Yorkshire                                 | Lars Petter Nordhaug |
| 15 de agosto    | UCI Europe Tour de 2015 | 3.ª etapa do Tour da República Checa              | Leopold König        |
| 6 de setembro   | UCI Europe Tour de 2015 | 1.ª etapa da Volta à Grã-Bretanha                 | Elia Viviani         |
| 8 de setembro   | UCI Europe Tour de 2015 | 3.ª etapa da Volta à Grã-Bretanha                 | Elia Viviani         |
| 10 de setembro  | UCI Europe Tour de 2015 | 5.ª etapa da Volta à Grã-Bretanha                 | Wout Poels           |
| 13 de setembro  | UCI Europe Tour de 2015 | 8.ª etapa da Volta à Grã-Bretanha                 | Elia Viviani         |
| 9 de outubro    | UCI Asia Tour de 2015   | 2.ª etapa do Tour de Abu Dhabi                    | Elia Viviani         |
| 11 de outubro   | UCI Asia Tour de 2015   | 4.ª etapa do Tour de Abu Dhabi                    | Elia Viviani         |
| 18 de outubro   | UCI Europe Tour de 2015 | Chrono des Nations (CRI)                          | Vasil Kiryienka      |

#### Campeonatos nacionais
| Datas        | Corridas                                        | Vencedor        |
| 8 de janeiro | Campeonato da Austrália Contrarrelógio (CRI)    | Richie Porte    |
| 26 de junho  | Campeonato da Bielorrússia Contrarrelógio (CRI) | Vasil Kiryienka |
| 28 de junho  | Campeonato do Reino Unido em Estrada            | Peter Kennaugh  |

#### Campeonato Mundial
| Datas          | Corridas                                   | Vencedor        |
| 23 de setembro | Campeonato Mundial de Contrarrelógio (CRI) | Vasil Kiryienka |

#### Jogos Europeus
| Datas       | Corridas                                | Vencedor        |
| 18 de junho | Contrarrelógio dos Jogos Europeus (CRI) | Vasil Kiryienka |

### 2016

#### UCI WorldTour
| Datas          | Corridas                            | Vencedor           |
| 13 de março    | Paris-Nice                          | Geraint Thomas     |
| 25 de março    | E3 Harelbeke                        | Michał Kwiatkowski |
| 25 de março    | 5.ª etapa da Volta à Catalunha      | Wout Poels         |
| 5 de abril     | 2.ª etapa da Volta ao País Basco    | Mikel Landa        |
| 24 de abril    | Liège-Bastogne-Liège                | Wout Poels         |
| 30 de abril    | 4.ª etapa do Volta à Romandia       | Chris Froome       |
| 20 de maio     | 13.ª etapa do Giro d'Italia         | Mikel Nieve        |
| 10 de junho    | 5.ª etapa do Critério do Dauphiné   | Chris Froome       |
| 12 de junho    | Critério do Dauphiné                | Chris Froome       |
| 9 de julho     | 8.ª etapa do Tour de France         | Chris Froome       |
| 21 de julho    | 18.ª etapa do Tour de France (CRI)  | Chris Froome       |
| 24 de julho    | Tour de France                      | Chris Froome       |
| 20 de agosto   | 1.ª etapa da Volta a Espanha (CRE)  | Team Sky           |
| 31 de agosto   | 11.ª etapa da Volta a Espanha       | Chris Froome       |
| 19 de setembro | 19.ª etapa da Volta a Espanha (CRI) | Chris Froome       |

#### Circuitos Continentais da UCI
| Datas           | Circuito                 | Corridas                                       | Vencedor         |
| 31 de janeiro   | UCI Oceania Tour de 2016 | Cadel Evans Great Ocean Road Race              | Peter Kennaugh   |
| 3 de fevereiro  | UCI Europe Tour de 2016  | Prólogo da Volta à Comunidade Valenciana (CRI) | Wout Poels       |
| 4 de fevereiro  | UCI Oceania Tour de 2016 | 1.ª etapa do Herald Sun Tour                   | Peter Kennaugh   |
| 4 de fevereiro  | UCI Asia Tour de 2016    | 2.ª etapa do Tour de Dubai                     | Elia Viviani     |
| 6 de fevereiro  | UCI Europe Tour de 2016  | 4.ª etapa da Volta à Comunidade Valenciana     | Wout Poels       |
| 7 de fevereiro  | UCI Europe Tour de 2016  | Volta à Comunidade Valenciana                  | Wout Poels       |
| 7 de fevereiro  | UCI Oceania Tour de 2016 | 4.ª etapa do Herald Sun Tour                   | Chris Froome     |
| 7 de fevereiro  | UCI Oceania Tour de 2016 | Herald Sun Tour                                | Chris Froome     |
| 21 de fevereiro | UCI Europe Tour de 2016  | Volta ao Algarve                               | Geraint Thomas   |
| 30 de março     | UCI Asia Tour de 2016    | 2.ª etapa dos Três Dias de Bruges–De Panne     | Elia Viviani     |
| 20 de abril     | UCI Europe Tour de 2016  | 2.ª etapa do Giro do Trentino                  | Mikel Landa      |
| 22 de abril     | UCI Europe Tour de 2016  | Giro do Trentino                               | Mikel Landa      |
| 30 de abril     | UCI Europe Tour de 2016  | 2.ª etapa do Tour de Yorkshire                 | Danny van Poppel |
| 2 de agosto     | UCI Europe Tour de 2016  | 1.ª etapa da Volta a Burgos                    | Danny van Poppel |
| 4 de agosto     | UCI Europe Tour de 2016  | 3.ª etapa da Volta a Burgos                    | Danny van Poppel |
| 12 de agosto    | UCI Europe Tour de 2016  | 2.ª etapa da Arctic Race da Noruega            | Danny van Poppel |
| 13 de agosto    | UCI Europe Tour de 2016  | 3.ª etapa da Arctic Race da Noruega            | Gianni Moscon    |
| 14 de agosto    | UCI Europe Tour de 2016  | Arctic Race da Noruega                         | Gianni Moscon    |
| 6 de setembro   | UCI Europe Tour de 2016  | 3.ª etapa da Volta à Grã-Bretanha              | Ian Stannard     |
| 9 de setembro   | UCI Europe Tour de 2016  | 6.ª etapa da Volta à Grã-Bretanha              | Wout Poels       |
| 23 de outubro   | UCI Europe Tour de 2016  | Chrono des Nations (CRI)                       | Vasil Kiryienka  |

#### Campeonatos nacionais
| Datas       | Corridas                                           | Vencedor      |
| 23 de junho | Campeonato da República Checa Contrarrelógio (CRI) | Leopold König |
| 23 de junho | Campeonato da Irlanda Contrarrelógio (CRI)         | Nicolas Roche |
| 26 de junho | Campeonato da Irlanda em Estrada                   | Nicolas Roche |

### 2017

#### UCI WorldTour
| Datas          | Corridas                              | Vencedor           |
| 4 de março     | Strade Bianche                        | Michał Kwiatkowski |
| 9 de março     | 2.ª etapa da Tirreno-Adriático        | Geraint Thomas     |
| 12 de março    | Paris-Nice                            | Sergio Henao       |
| 18 de março    | Milão-Sanremo                         | Michał Kwiatkowski |
| 28 de abril    | 3.ª etapa do Volta à Romandia         | Elia Viviani       |
| 19 de maio     | 6.ª etapa do Volta à Califórnia (CRI) | Jonathan Dibben    |
| 26 de maio     | 19.ª etapa do Giro d'Italia           | Mikel Landa        |
| 10 de junho    | 7.ª etapa do Critério do Dauphiné     | Peter Kennaugh     |
| 1 de julho     | 1.ª etapa do Tour de France (CRI)     | Geraint Thomas     |
| 23 de julho    | Tour de France                        | Chris Froome       |
| 29 de julho    | Clássica de San Sebastián             | Michał Kwiatkowski |
| 2 de agosto    | 5.ª etapa do Volta à Polónia          | Danny van Poppel   |
| 4 de agosto    | 7.ª etapa do Volta à Polónia          | Wout Poels         |
| 20 de agosto   | EuroEyes Cyclassics                   | Elia Viviani       |
| 27 de agosto   | Bretagne Classic                      | Elia Viviani       |
| 27 de agosto   | 9.ª etapa da Volta a Espanha          | Chris Froome       |
| 5 de setembro  | 16.ª etapa da Volta a Espanha (CRI)   | Chris Froome       |
| 10 de setembro | Volta a Espanha                       | Chris Froome       |

#### Circuitos Continentais da UCI
| Datas          | Circuito                 | Corridas                              | Vencedor         |
| 1 de fevereiro | UCI Oceania Tour de 2017 | Prólogo do Herald Sun Tour (CRI)      | Danny van Poppel |
| 3 de fevereiro | UCI Oceania Tour de 2017 | 2.ª etapa do Herald Sun Tour          | Luke Rowe        |
| 5 de fevereiro | UCI Oceania Tour de 2017 | 4.ª etapa do Herald Sun Tour          | Ian Stannard     |
| 19 de abril    | UCI Europe Tour de 2017  | 3.ª etapa do Tour dos Alpes           | Geraint Thomas   |
| 21 de abril    | UCI Europe Tour de 2017  | Tour dos Alpes                        | Geraint Thomas   |
| 4 de junho     | UCI Europe Tour de 2017  | Hammer Limburgo                       | Team Sky         |
| 16 de junho    | UCI Europe Tour de 2017  | 2.ª etapa da Ruta del Sur             | Elia Viviani     |
| 3 de julho     | UCI Europe Tour de 2017  | 1.ª etapa da Volta à Áustria          | Elia Viviani     |
| 5 de julho     | UCI Europe Tour de 2017  | 3.ª etapa da Volta à Áustria          | Elia Viviani     |
| 1 de agosto    | UCI Europe Tour de 2017  | 1.ª etapa da Volta a Burgos           | Mikel Landa      |
| 3 de agosto    | UCI Europe Tour de 2017  | 3.ª etapa da Volta a Burgos           | Mikel Landa      |
| 5 de agosto    | UCI Europe Tour de 2017  | Volta a Burgos                        | Mikel Landa      |
| 22 de agosto   | UCI Europe Tour de 2017  | 1.ª etapa do Tour de Poitou-Charentes | Elia Viviani     |
| 24 de agosto   | UCI Europe Tour de 2017  | 3.ª etapa do Tour de Poitou-Charentes | Elia Viviani     |
| 4 de setembro  | UCI Europe Tour de 2017  | 2.ª etapa da Volta à Grã-Bretanha     | Elia Viviani     |

#### Campeonatos nacionais
| Datas           | Corridas                                   | Vencedor           |
| 26 de fevereiro | Campeonato da Colômbia em Estrada          | Sergio Luis Henao  |
| 21 de junho     | Campeonato da Polónia Contrarrelógio (CRI) | Michał Kwiatkowski |
| 23 de junho     | Campeonato da Itália Contrarrelógio (CRI)  | Gianni Moscon      |

### 2018

#### UCI WorldTour
| Datas         | Corridas                                | Vencedor           |
| 7 de março    | 4.ª etapa da Paris-Nice (CRI)           | Wout Poels         |
| 11 de março   | 8.ª etapa da Paris-Nice                 | David de la Cruz   |
| 13 de março   | Tirreno-Adriático                       | Michał Kwiatkowski |
| 27 de abril   | 3.ª etapa do Volta à Romandia (CRI)     | Egan Bernal        |
| 14 de maio    | 2.ª etapa do Volta à Califórnia         | Egan Bernal        |
| 18 de maio    | 6.ª etapa do Volta à Califórnia         | Egan Bernal        |
| 19 de maio    | 14.ª etapa do Giro d'Italia             | Chris Froome       |
| 19 de maio    | Volta à Califórnia                      | Egan Bernal        |
| 25 de maio    | 19.ª etapa do Giro d'Italia             | Chris Froome       |
| 27 de maio    | Giro d'Italia                           | Chris Froome       |
| 3 de junho    | Prólogo do Critério do Dauphiné (CRI)   | Michał Kwiatkowski |
| 6 de junho    | 3.ª etapa do Critério do Dauphiné (CRE) | Team Sky           |
| 10 de junho   | Critério do Dauphiné                    | Geraint Thomas     |
| 18 de julho   | 11.ª etapa do Tour de France            | Geraint Thomas     |
| 19 de julho   | 12.ª etapa do Tour de France            | Geraint Thomas     |
| 29 de julho   | Tour de France                          | Geraint Thomas     |
| 7 de agosto   | 4.ª etapa do Volta à Polónia            | Michał Kwiatkowski |
| 8 de agosto   | 5.ª etapa da Volta à Polónia            | Michał Kwiatkowski |
| 10 de agosto  | Volta à Polónia                         | Michał Kwiatkowski |
| 19 de outubro | 4.ª etapa do Tour de Guangxi            | Gianni Moscon      |
| 21 de outubro | Tour de Guangxi                         | Gianni Moscon      |

#### Circuitos Continentais da UCI
| Datas           | Circuito                 | Corridas                                      | Vencedor            |
| 11 de fevereiro | UCI America Tour de 2018 | Colômbia Oro e Paz                            | Egan Bernal         |
| 15 de fevereiro | UCI Europe Tour de 2018  | 2.ª etapa da Volta à Andaluzia                | Wout Poels          |
| 15 de fevereiro | UCI Europe Tour de 2018  | 2.ª etapa da Volta ao Algarve                 | Michał Kwiatkowski  |
| 16 de fevereiro | UCI Europe Tour de 2018  | 3.ª etapa da Volta ao Algarve (CRI)           | Geraint Thomas      |
| 18 de fevereiro | UCI Europe Tour de 2018  | 5.ª etapa da Volta à Andaluzia (CRI)          | David de la Cruz    |
| 18 de fevereiro | UCI Europe Tour de 2018  | 5.ª etapa da Volta ao Algarve                 | Michał Kwiatkowski  |
| 18 de fevereiro | UCI Europe Tour de 2018  | Volta ao Algarve                              | Michał Kwiatkowski  |
| 22 de março     | UCI Europe Tour de 2018  | 1.ªb etapa da Settimana Coppi e Bartali (CRE) | Team Sky            |
| 24 de março     | UCI Europe Tour de 2018  | 3.ª etapa da Settimana Coppi e Bartali        | Christopher Lawless |
| 25 de março     | UCI Europe Tour de 2018  | Settimana Coppi e Bartali                     | Diego Rosa          |
| 7 de setembro   | UCI Europe Tour de 2018  | 6.ª etapa da Volta à Grã-Bretanha             | Wout Poels          |
| 8 de setembro   | UCI Europe Tour de 2018  | 7.ª etapa da Volta à Grã-Bretanha             | Ian Stannard        |
| 15 de setembro  | UCI Europe Tour de 2018  | Coppa Agostoni                                | Gianni Moscon       |
| 19 de setembro  | UCI Europe Tour de 2018  | Giro de Toscana                               | Gianni Moscon       |

#### Campeonatos nacionais
| Datas          | Corridas                                          | Vencedor             |
| 2 de fevereiro | Campeonato da Colômbia Contrarrelógio (CRI)       | Egan Bernal          |
| 4 de fevereiro | Campeonato da Colômbia em Estrada                 | Sergio Henao         |
| 22 de junho    | Campeonato da Espanha Contrarrelógio (CRI)        | Jonathan Castroviejo |
| 24 de junho    | Campeonato da Polónia em Estrada                  | Michał Kwiatkowski   |
| 27 de junho    | Campeonato dos Países Baixos Contrarrelógio (CRI) | Dylan van Baarle     |
| 28 de junho    | Campeonato do Reino Unido Contrarrelógio (CRI)    | Geraint Thomas       |
| 29 de junho    | Campeonato da Bielorrússia Contrarrelógio (CRI)   | Vasil Kiryienka      |
| 4 de outubro   | Campeonato da Itália Contrarrelógio (CRI)         | Gianni Moscon        |

## Team INEOS

### 2019

#### UCI WorldTour
| Datas        | Corridas                          | Vencedor         |
| 17 de março  | Paris-Nice                        | Egan Bernal      |
| 15 de junho  | 7.ª etapa do Critério do Dauphiné | Wout Poels       |
| 16 de junho  | 8.ª etapa do Critério do Dauphiné | Dylan van Baarle |
| 21 de junho  | 7.ª etapa da Volta à Suíça        | Egan Bernal      |
| 23 de junho  | Volta à Suíça                     | Egan Bernal      |
| 28 de julho  | Tour de France                    | Egan Bernal      |
| 9 de agosto  | Volta à Polónia                   | Pavel Sivakov    |
| 17 de agosto | 6.ª etapa do BinckBank Tour (CRI) | Filippo Ganna    |

#### Circuitos Continentais da UCI
| Datas           | Circuito                 | Corridas                            | Vencedor             |
| 1 de fevereiro  | UCI Oceania Tour de 2019 | 3.ª etapa do Herald Sun Tour        | Owain Doull          |
| 3 de fevereiro  | UCI Oceania Tour de 2019 | 5.ª etapa do Herald Sun Tour        | Kristoffer Halvorsen |
| 3 de fevereiro  | UCI Oceania Tour de 2019 | Herald Sun Tour                     | Dylan van Baarle     |
| 14 de fevereiro | UCI Europe Tour de 2019  | 1.ª etapa do Tour La Provence (CRI) | Filippo Ganna        |
| 22 de abril     | UCI Europe Tour de 2019  | 1.ª etapa do Tour dos Alpes         | Tao Geoghegan Hart   |
| 23 de abril     | UCI Europe Tour de 2019  | 2.ª etapa do Tour dos Alpes         | Pavel Sivakov        |
| 25 de abril     | UCI Europe Tour de 2019  | 4.ª etapa do Tour dos Alpes         | Tao Geoghegan Hart   |
| 26 de abril     | UCI Europe Tour de 2019  | Tour dos Alpes                      | Pavel Sivakov        |
| 5 de maio       | UCI Europe Tour de 2019  | Tour de Yorkshire                   | Christopher Lawless  |
| 2 de junho      | UCI Europe Tour de 2019  | 6.ª etapa do Tour da Noruega        | Kristoffer Halvorsen |
| 22 de junho     | UCI Europe Tour de 2019  | 3.ª etapa da Estrada de Occitânia   | Iván Ramiro Sosa     |
| 15 de agosto    | UCI Europe Tour de 2019  | 3.ª etapa da Volta a Burgos         | Iván Ramiro Sosa     |
| 17 de agosto    | UCI Europe Tour de 2019  | 5.ª etapa da Volta a Burgos         | Iván Ramiro Sosa     |
| 17 de agosto    | UCI Europe Tour de 2019  | Volta a Burgos                      | Iván Ramiro Sosa     |
| 10 de outubro   | UCI Europe Tour de 2019  | Giro do Piemonte                    | Egan Bernal          |

#### Campeonatos nacionais
| Datas       | Corridas                                   | Vencedor             |
| 28 de junho | Campeonato da Itália Contrarrelógio (CRI)  | Filippo Ganna        |
| 28 de junho | Campeonato da Espanha Contrarrelógio (CRI) | Jonathan Castroviejo |
| 30 de junho | Campeonato do Reino Unido em Estrada       | Ben Swift            |

#### Jogos Europeus
| Datas       | Corridas                            | Vencedor        |
| 25 de junho | Jogos Europeus Contrarrelógio (CRI) | Vasil Kiryienka |

## Ineos Grenadiers

### 2020

#### UCI WorldTour
| Datas          | Corridas                             | Vencedor           |
| 7 de agosto    | 3.ª etapa do Volta à Polónia         | Richard Carapaz    |
| 14 de setembro | 8.ª etapa da Tirreno-Adriático (CRI) | Filippo Ganna      |
| 17 de setembro | 18.ª etapa do Tour de France         | Michał Kwiatkowski |
| 3 de outubro   | 1.ª etapa do Giro d'Italia (CRI)     | Filippo Ganna      |
| 7 de outubro   | 5.ª etapa do Giro d'Italia           | Filippo Ganna      |
| 15 de outubro  | 12.ª etapa do Giro d'Italia          | Jhonatan Narváez   |
| 17 de outubro  | 14.ª etapa do Giro d'Italia (CRI)    | Filippo Ganna      |
| 18 de outubro  | 15.ª etapa do Giro d'Italia          | Tao Geoghegan Hart |
| 24 de outubro  | 20.ª etapa do Giro d'Italia          | Tao Geoghegan Hart |
| 25 de outubro  | 21.ª etapa do Giro d'Italia (CRI)    | Filippo Ganna      |
| 25 de outubro  | Giro d'Italia                        | Tao Geoghegan Hart |

#### UCI ProSeries
| Datas           | Corridas                      | Vencedor         |
| 16 de fevereiro | 4.ª etapa do Tour La Provence | Owain Doull      |
| 1 de agosto     | 5.ª etapa da Volta a Burgos   | Iván Ramiro Sosa |

#### Circuitos Continentais da UCI
| Datas          | Circuito                | Corridas                               | Vencedor         |
| 3 de agosto    | UCI Europe Tour de 2020 | 3.ª etapa da Estrada de Occitânia      | Egan Bernal      |
| 4 de agosto    | UCI Europe Tour de 2020 | Estrada de Occitânia                   | Egan Bernal      |
| 3 de setembro  | UCI Europe Tour de 2020 | 3.ª etapa da Settimana Coppi e Bartali | Jhonatan Narváez |
| 4 de setembro  | UCI Europe Tour de 2020 | Settimana Coppi e Bartali              | Jhonatan Narváez |
| 19 de setembro | UCI Europe Tour de 2020 | Giro dos Apeninos                      | Ethan Hayter     |

#### Campeonatos nacionais
| Datas        | Corridas                                  | Vencedor      |
| 21 de agosto | Campeonato da Itália Contrarrelógio (CRI) | Filippo Ganna |

#### Campeonato Mundial
| Datas          | Corridas                                | Vencedor      |
| 25 de setembro | Campeonato Mundial Contrarrelógio (CRI) | Filippo Ganna |

### 2021

#### UCI WorldTour
| Datas           | Corridas                             | Vencedor         |
| 22 de fevereiro | 2.ª etapa do UAE Tour (CRI)          | Filippo Ganna    |
| 23 de março     | 2.ª etapa da Volta à Catalunha (CRI) | Rohan Dennis     |
| 24 de março     | 3.ª etapa da Volta à Catalunha       | Adam Yates       |
| 28 de março     | Volta à Catalunha                    | Adam Yates       |
| 31 de março     | Através de Flandres                  | Dylan van Baarle |
| 27 de abril     | Prólogo do Volta à Romandia (CRI)    | Rohan Dennis     |
| 2 de maio       | Volta à Romandia                     | Geraint Thomas   |
| 8 de maio       | 1.ª etapa do Giro d'Italia (CRI)     | Filippo Ganna    |
| 16 de maio      | 9.ª etapa do Giro d'Italia           | Egan Bernal      |
| 24 de maio      | 16.ª etapa do Giro d'Italia          | Egan Bernal      |
| 30 de maio      | 21.ª etapa do Giro d'Italia (CRI)    | Filippo Ganna    |
| 30 de maio      | Giro d'Italia                        | Egan Bernal      |
| 3 de junho      | 5.ª etapa do Critério do Dauphiné    | Geraint Thomas   |
| 6 de junho      | Critério do Dauphiné                 | Richie Porte     |
| 10 de junho     | 5.ª etapa da Volta à Suíça           | Richard Carapaz  |
| 13 de junho     | Volta à Suíça                        | Richard Carapaz  |

#### UCI ProSeries
| Datas           | Corridas                                | Vencedor         |
| 13 de fevereiro | 3.ª etapa do Tour La Provence           | Iván Ramiro Sosa |
| 14 de fevereiro | Tour La Provence                        | Iván Ramiro Sosa |
| 14 de abril     | Flecha Brabanzona                       | Thomas Pidcock   |
| 19 de abril     | 1.ª etapa do Tour dos Alpes             | Gianni Moscon    |
| 21 de abril     | 3.ª etapa do Tour dos Alpes             | Gianni Moscon    |
| 6 de maio       | 2.ª etapa da Volta ao Algarve           | Ethan Hayter     |
| 19 de maio      | 2.ª etapa da Volta à Andaluzia          | Ethan Hayter     |
| 22 de maio      | 5.ª etapa da Volta à Andaluzia          | Ethan Hayter     |
| 19 de agosto    | 1.ª etapa do Tour da Noruega            | Ethan Hayter     |
| 20 de agosto    | 2.ª etapa do Tour da Noruega            | Ethan Hayter     |
| 22 de agosto    | Tour da Noruega                         | Ethan Hayter     |
| 7 de setembro   | 3.ª etapa da Volta à Grã-Bretanha (CRE) | Ineos Grenadiers |
| 9 de setembro   | 5.ª etapa da Volta à Grã-Bretanha       | Ethan Hayter     |

#### Circuitos Continentais da UCI
| Datas          | Circuito                           | Corridas                               | Vencedor         |
| 6 de fevereiro | UCI Europe Tour de 2021            | 4.ª etapa da Estrela de Bessèges       | Filippo Ganna    |
| 7 de fevereiro | UCI Europe Tour de 2021            | 5.ª etapa da Estrela de Bessèges (CRI) | Filippo Ganna    |
| 25 de março    | UCI Europe Tour de 2021            | 3.ª etapa da Settimana Coppi e Bartali | Ethan Hayter     |
| 27 de junho    | UCI Europe Tour de 2021            | Grande Prêmio de Lugano                | Gianni Moscon    |
| 22 de agosto   | Copa das Nações UCI sub-23 de 2021 | 9.ª etapa do Tour de l'Avenir          | Carlos Rodríguez |

#### Campeonatos nacionais
| Datas         | Corridas                                       | Vencedor       |
| 14 de outubro | Campeonato do Reino Unido Contrarrelógio (CRI) | Ethan Hayter   |
| 17 de outubro | Campeonato do Reino Unido em Estrada           | Benjamin Swift |

#### Campeonato Mundial
| Datas          | Corridas                                | Vencedor      |
| 19 de setembro | Campeonato Mundial Contrarrelógio (CRI) | Filippo Ganna |

#### Jogos Olímpicos
| Datas       | Corridas                       | Vencedor        |
| 24 de julho | Campeonato Olímpico em Estrada | Richard Carapaz |

### 2022

#### UCI WorldTour
| Datas          | Corridas                                | Vencedor               |
| 7 de março     | 1.ª etapa da Tirreno-Adriático (CRI)    | Filippo Ganna          |
| 26 de março    | 6.ª etapa da Volta à Catalunha          | Richard Carapaz        |
| 7 de abril     | 4.ª etapa da Volta ao País Basco        | Daniel Felipe Martínez |
| 8 de abril     | 5.ª etapa da Volta ao País Basco        | Carlos Rodríguez       |
| 9 de abril     | Volta ao País Basco                     | Daniel Felipe Martínez |
| 10 de abril    | Amstel Gold Race                        | Michał Kwiatkowski     |
| 17 de abril    | Paris-Roubaix                           | Dylan van Baarle       |
| 26 de abril    | Prólogo do Volta à Romandia (CRI)       | Ethan Hayter           |
| 28 de abril    | 2.ª etapa do Volta à Romandia           | Ethan Hayter           |
| 8 de junho     | 4.ª etapa do Critério do Dauphiné (CRI) | Filippo Ganna          |
| 19 de junho    | Volta à Suíça                           | Geraint Thomas         |
| 14 de julho    | 12.ª etapa do Tour de France            | Thomas Pidcock         |
| 5 de agosto    | Volta à Polónia                         | Ethan Hayter           |
| 1 de setembro  | 12.ª etapa da Volta a Espanha           | Richard Carapaz        |
| 3 de setembro  | 14.ª etapa da Volta a Espanha           | Richard Carapaz        |
| 10 de setembro | 20.ª etapa da Volta a Espanha           | Richard Carapaz        |

#### UCI ProSeries
| Datas           | Corridas                             | Vencedor               |
| 10 de fevereiro | Prólogo do Tour La Provence (CRI)    | Filippo Ganna          |
| 11 de fevereiro | 1.ª etapa do Tour La Provence        | Elia Viviani           |
| 18 de fevereiro | 3.ª etapa da Volta à Andaluzia       | Magnus Sheffield       |
| 13 de abril     | Flecha Brabanzona                    | Magnus Sheffield       |
| 25 de maio      | 2.ª etapa do Tour da Noruega         | Ethan Hayter           |
| 6 de agosto     | Volta a Burgos                       | Pavel Sivakov          |
| 17 de agosto    | 2.ª etapa da Volta à Dinamarca (CRI) | Magnus Sheffield       |
| 24 de agosto    | Prólogo da Volta à Alemanha (CRI)    | Filippo Ganna          |
| 27 de agosto    | 3.ª etapa da Volta à Alemanha        | Adam Yates             |
| 28 de agosto    | Volta à Alemanha                     | Adam Yates             |
| 15 de setembro  | Coppa Sabatini                       | Daniel Felipe Martínez |

#### Circuitos Continentais da UCI
| Datas          | Circuito                | Corridas                               | Vencedor      |
| 6 de fevereiro | UCI Europe Tour de 2022 | 5.ª etapa da Estrela de Bessèges (CRI) | Filippo Ganna |
| 23 de março    | UCI Europe Tour de 2022 | 2.ª etapa da Settimana Coppi e Bartali | Ethan Hayter  |
| 24 de março    | UCI Europe Tour de 2022 | 3.ª etapa da Settimana Coppi e Bartali | Ben Tulett    |
| 26 de março    | UCI Europe Tour de 2022 | Settimana Coppi e Bartali              | Edward Dunbar |
| 15 de maio     | UCI Europe Tour de 2022 | Volta à Hungria                        | Edward Dunbar |
| 2 de outubro   | UCI Europe Tour de 2022 | 6.ª etapa da CRO Race                  | Elia Viviani  |

#### Campeonatos nacionais
| Datas           | Corridas                                       | Vencedor               |
| 16 de janeiro   | Campeonato da Austrália em Estrada             | Luke Plapp             |
| 10 de fevereiro | Campeonato da Colômbia Contrarrelógio (CRI)    | Daniel Felipe Martínez |
| 18 de fevereiro | Campeonato do Equador Contrarrelógio (CRI)     | Richard Carapaz        |
| 22 de junho     | Campeonato da Itália Contrarrelógio (CRI)      | Filippo Ganna          |
| 23 de junho     | Campeonato do Reino Unido Contrarrelógio (CRI) | Ethan Hayter           |
| 26 de junho     | Campeonato da Espanha em Estrada               | Carlos Rodríguez       |

 Tour de France (7) 2012, 2013, 2015, 2016, 2017, 2018, 2019
 Giro d'Italia (3) 2018, 2020, 2021
 Volta a Espanha (1) 2017